# Oksana Marafioti

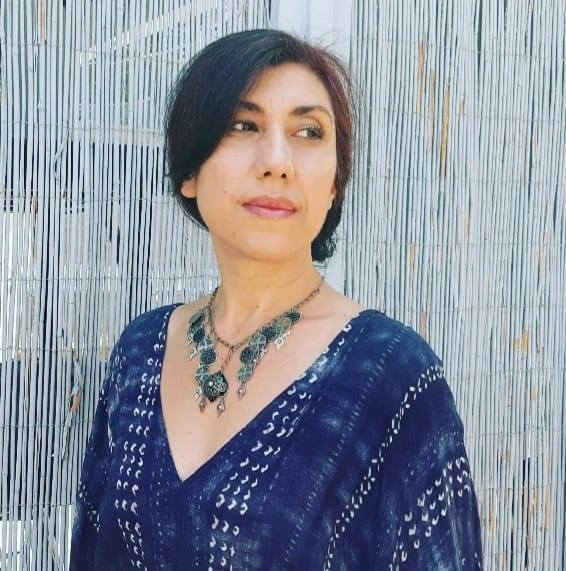
Oksana Marafioti 2019

Oksana Marafioti (geboren 1974) ist eine US-amerikanische Autorin und Hochschullehrerin. Sie wurde bekannt mit ihrem 2012 erschienenen autobiografischen Roman American Gypsy: A Memoir. Sie lehrt kreatives Schreiben an der University of Nevada, Las Vegas.

## Leben und Werk
Oksana Marafioti wuchs in einer reisenden Familie mit armenischen und Roma Wurzeln in der Sowjetunion auf. Im Alter von 15 Jahren migrierte sie mit ihrer Familie in die Vereinigten Staaten von Amerika. Sie ist nicht nur Autorin und Hochschullehrerin, sondern auch klassisch ausgebildete Pianistin und Inhaberin eines Bachelors in Kinematographie und eines Masters of Fine Arts in Kreativem Schreiben.
Die Autorin hat ihre Kindheit und Jugend in ihrem Roman American Gypsy: A Memoir in Literatur verwandelt. Sie beschreibt darin all die Widersprüche, die ein Leben als eine Person mit Roma Wurzeln in der Sowjetunion genau wie in den Vereinigten Saaten betreffen. Sie berichtet von den Problemen und Schwierigkeiten, die sie und ihre Familie als Angehörige einer marginalisierten Gruppe haben, aber auch von Absurditäten und Missverständnissen und nicht zuletzt von den oft unerwarteten Erfolgen, die sie als Migrantin von dem einen zu dem anderen Land erlebte.
Ihren zweiten Roman Donatti’s Lunatics veröffentlichte Oksana Marafioti unter dem Pseudonym Ana Mara, sie wechselte das Genre zu Urban Fantasy und damit in einen Indie Verlag.
Neben diesen Romanen veröffentlichte Oksana Marafioti in mehreren Anthologien, Literaturzeitschriften, aber auch in Magazinen wie The Rumpus, Slate und Time.
Die Autorin unterrichtet kreatives Schreiben an der University of Nevada, Las Vegas. Daneben gründete Oksana Marfioti 2018 eine professionelle online Schreibwerkstatt mit dem Titel Lounge Writers.
2013 war Marafioti Stipendiatin des John W. Kluge Center in der Library of Congress in Washington, D. C. Im Sommersemester 2020 lehrte sie im Rahmen der Picador Guest Professorship for Literature an der Universität Leipzig.

## Veröffentlichungen
- American Gypsy: A Memoir. Roman. Farrar, Straus and Giroux, New York 2012. ISBN 978-0-374-10407-8
- Als Ana Mara: Donatti’s Lunatics. Roman. The Wild Rose Press, Inc., 2018. ISBN 978-1-5092-2025-0